# Arcidiocesi di Mendoza
L'arcidiocesi di Mendoza (in latino Archidioecesis Mendozensis) è una sede metropolitana della Chiesa cattolica in Argentina. Nel 2023 contava 1.450.874 battezzati su 1.720.739 abitanti. È retta dall'arcivescovo Marcelo Daniel Colombo.

## Territorio

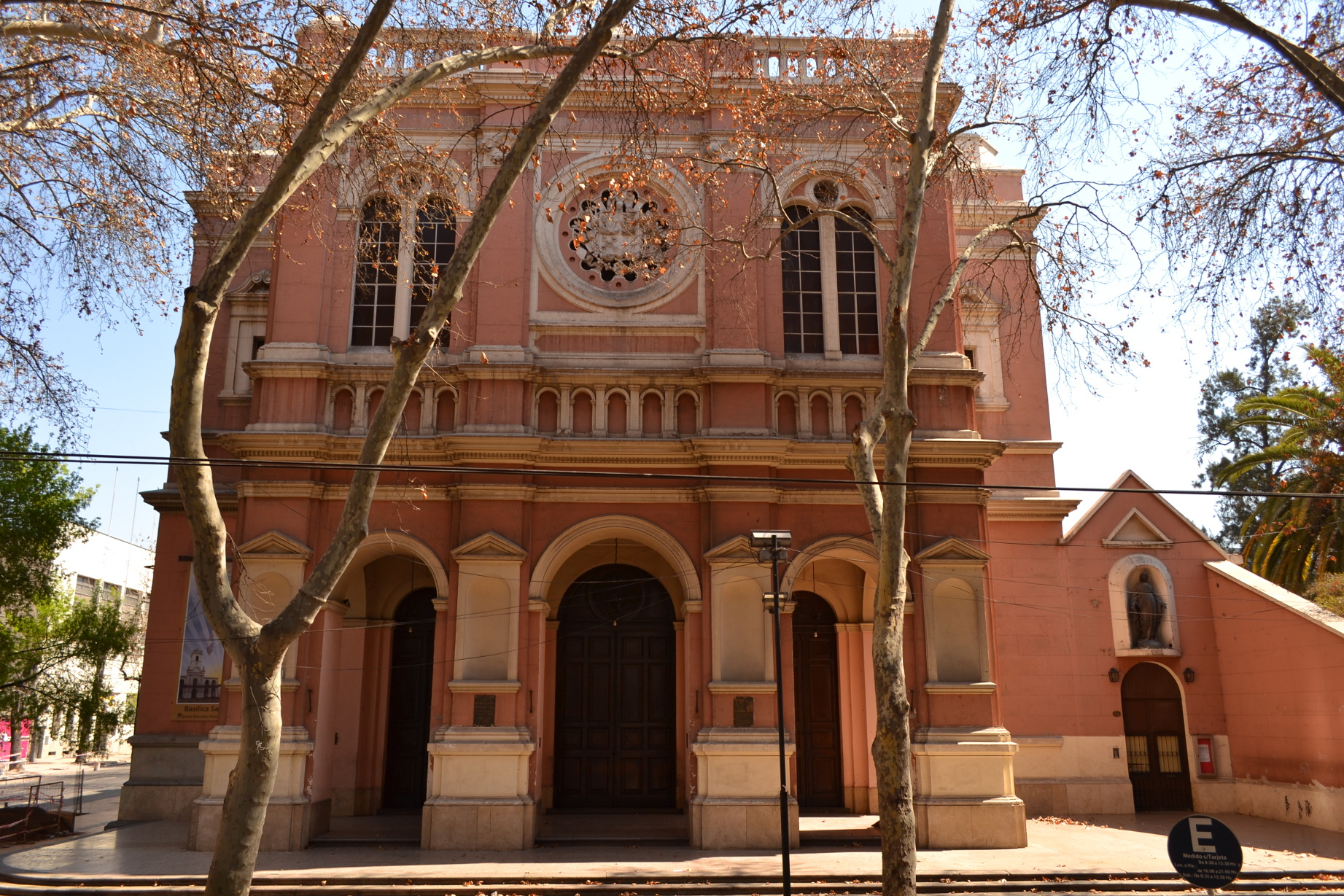
La basilica minore di San Francesco a Mendoza.

L'arcidiocesi comprende quindici dipartimenti della provincia di Mendoza: Capital, Godoy Cruz, Guaymallén, Junín, La Paz, Las Heras, Lavalle, Luján de Cuyo, Maipú, Rivadavia, San Carlos, San Martín, Santa Rosa, Tunuyán e Tupungato.
Sede arcivescovile è la città di Mendoza, dove si trova la cattedrale di Nostra Signora di Loreto. Nel territorio sorgono anche tre basiliche minori: San Francesco e Nostra Signora del Rosario a Mendoza, e Nostra Signora a Luján de Cuyo.
Il territorio si estende su 61.817 km² ed è suddiviso in 84 parrocchie.

### Provincia ecclesiastica
La provincia ecclesiastica di Mendoza, istituita nel 1961, comprende le seguenti suffraganee:
- diocesi di Neuquén,
- diocesi di San Rafael.

## Storia
La diocesi di Mendoza fu eretta il 20 aprile 1934 con la bolla Nobilis Argentinae nationis di papa Pio XI, ricavandone il territorio dall'arcidiocesi di San Juan de Cuyo, di cui originariamente era suffraganea.
Nel 1957 ha ceduto la provincia di Neuquén alla diocesi di Viedma.
Il 10 aprile 1961 ha ceduto ancora una porzione del suo territorio a vantaggio dell'erezione della diocesi di San Rafael e contestualmente è stata elevata al rango di arcidiocesi metropolitana con la bolla Nobilis Argentina Respublica di papa Giovanni XXIII.

## Cronotassi dei vescovi
Si omettono i periodi di sede vacante non superiori ai 2 anni o non storicamente accertati.
- José Aníbal Verdaguer y Corominas † (13 settembre 1934 - 19 luglio 1940 deceduto)
- Alfonso María Buteler † (11 ottobre 1940 - 30 settembre 1973 deceduto)
- Olimpo Santiago Maresma † (31 ottobre 1974 - 3 luglio 1979 deceduto)
- Cándido Genaro Rubiolo † (11 ottobre 1979 - 25 marzo 1996 ritirato)
- José María Arancibia (25 marzo 1996 succeduto - 10 novembre 2012 ritirato)
- Carlos María Franzini † (10 novembre 2012 - 8 dicembre 2017 deceduto)
- Marcelo Daniel Colombo, dal 22 maggio 2018

## Statistiche
L'arcidiocesi nel 2023 su una popolazione di 1.720.739 persone contava 1.450.874 battezzati, corrispondenti all'84,3% del totale.
| anno | popolazione | popolazione | popolazione | presbiteri | presbiteri | presbiteri | presbiteri                | diaconi | religiosi | religiosi | parrocchie |
| anno | battezzati  | totale      | %           | numero     | secolari   | regolari   | battezzati per presbitero | diaconi | uomini    | donne     | parrocchie |
| ---- | ----------- | ----------- | ----------- | ---------- | ---------- | ---------- | ------------------------- | ------- | --------- | --------- | ---------- |
| 1950 | 608.535     | 676.149     | 90,0        | 141        | 61         | 80         | 4.315                     |         | 115       | 358       | 43         |
| 1966 | 697.684     | 726.754     | 96,0        | 175        | 65         | 110        | 3.986                     |         | 139       | 419       | 51         |
| 1970 | 685.859     | 770.000     | 89,1        | 176        | 63         | 113        | 3.896                     |         | 113       | 405       | 51         |
| 1976 | 798.323     | 862.836     | 92,5        | 142        | 51         | 91         | 5.621                     |         | 126       | 366       | 59         |
| 1980 | 832.500     | 902.000     | 92,3        | 144        | 47         | 97         | 5.781                     | 3       | 123       | 363       | 60         |
| 1990 | 997.000     | 1.170.000   | 85,2        | 153        | 73         | 80         | 6.516                     | 13      | 98        | 294       | 62         |
| 1999 | 1.140.000   | 1.342.000   | 84,9        | 159        | 76         | 83         | 7.169                     | 21      | 106       | 261       | 63         |
| 2000 | 1.150.000   | 1.359.000   | 84,6        | 147        | 78         | 69         | 7.823                     | 21      | 87        | 273       | 63         |
| 2001 | 1.163.000   | 1.375.000   | 84,6        | 164        | 81         | 83         | 7.091                     | 27      | 108       | 264       | 62         |
| 2002 | 1.123.000   | 1.341.000   | 83,7        | 163        | 81         | 82         | 6.889                     | 29      | 101       | 267       | 62         |
| 2003 | 1.137.000   | 1.357.000   | 83,8        | 165        | 84         | 81         | 6.890                     | 35      | 101       | 244       | 62         |
| 2004 | 1.145.000   | 1.373.000   | 83,4        | 160        | 83         | 77         | 7.156                     | 38      | 95        | 265       | 62         |
| 2013 | 1.086.000   | 1.250.000   | 86,9        | 157        | 88         | 69         | 6.917                     | 61      | 79        | 191       | 66         |
| 2016 | 1.984.000   | 2.293.000   | 86,5        | 150        | 94         | 56         | 13.226                    | 63      | 78        | 127       | 70         |
| 2019 | 1.525.461   | 1.734.870   | 87,9        | 129        | 90         | 39         | 11.825                    | 64      | 68        | 144       | 70         |
| 2021 | 1.651.521   | 1.856.540   | 89,0        | 126        | 87         | 39         | 13.107                    | 68      | 69        | 113       | 71         |
| 2023 | 1.450.874   | 1.720.739   | 84,3        | 148        | 100        | 48         | 9.803                     | 78      | 64        | 89        | 84         |